# Diocesi di Nova
La diocesi di Nova (in latino Dioecesis Novensis) è una sede soppressa e sede titolare della Chiesa cattolica.

## Storia
Nova, nell'odierna Tunisia, è un'antica sede episcopale della provincia romana dell'Africa Proconsolare, suffraganea dell'arcidiocesi di Cartagine.
A questa diocesi si possono attribuire due vescovi. Rogaziano prese parte al concilio di Cartagine convocato il 1º settembre 256 da san Cipriano per discutere della questione relativa alla validità del battesimo amministrato dagli eretici, e figura al 60º posto nelle Sententiae episcoporum. Secondino fu presente a Costantinopoli a metà del V secolo ed intervenne in tre occasioni a riunioni episcopali nella capitale imperiale nel 448 e nel 449.
Dal 1933 Nova è annoverata tra le sedi vescovili titolari della Chiesa cattolica; dal 26 novembre 2020 il vescovo titolare è Jacek Grzybowski, vescovo ausiliare di Varsavia-Praga.

## Cronotassi

### Vescovi
- Rogaziano † (menzionato nel 256)
- Secondino † (prima del 448 - dopo il 449)

### Vescovi titolari
- Paul-Marie-Maurice Perrin † (9 luglio 1964 - 2 agosto 1965 nominato arcivescovo di Baghdad)
- Francis John Spence † (1º aprile 1967 - 17 agosto 1970 nominato vescovo di Charlottetown)
- Johannes Kleineidam † (12 settembre 1970 - 2 giugno 1981 deceduto)
- Lajos Bálint † (9 luglio 1981 - 14 marzo 1990 nominato vescovo di Alba Iulia)
- Mario del Valle Moronta Rodríguez † (4 aprile 1990 - 2 dicembre 1995 nominato vescovo di Los Teques)
- Luigi De Magistris † (6 marzo 1996 - 14 febbraio 2015 nominato cardinale diacono dei Santissimi Nomi di Gesù e Maria in via Lata)
- Juan Carlos Cárdenas Toro (26 giugno 2015 - 1º ottobre 2020 nominato vescovo di Pasto)
- Jacek Grzybowski, dal 26 novembre 2020